# Sinuber sculptum
Sinuber sculptum is een slakkensoort uit de familie van de Naticidae. De wetenschappelijke naam van de soort is voor het eerst geldig gepubliceerd in 1878 door Martens.